# Kalen (Kökar, Åland)
Kalen är en del av en ö i Åland (Finland). Den ligger i den sydöstra delen av landskapet, 60 km öster om huvudstaden Mariehamn.